# 稲葉泰通
稲葉 泰通（いなば やすみち）は、豊後国臼杵藩の第9代藩主。

## 略歴
元文2年（1737年）、父・稲葉董通の死去により跡を継ぐ。翌年には藩内の領民の多くが逃散し、寛保・寛延年間には大火と風雨による災害が相次いで藩内は大被害を受け、その復興のために出費が莫大なものとなった。さらに幕命による手伝い普請も相次いで、藩財政は窮乏化の一途をたどった。このような中で明和5年（1768年）7月2日、39歳で死去した。跡を次男で正室清操院の子の副通が継いだが、1年足らずで夭逝したため、副通でなく庶長子の弘通が継いだことにして将軍に御目見をした。

## 系譜
父母
- 稲葉董通（父）
- 河合氏 ー 側室（母）

正室
- 清操院 ー 牧野貞通の娘

側室
- あり

子女
- 稲葉弘通（長男）生母は側室
- 稲葉副通[1]（次男）生母は清操院（正室）